# 圣米歇尔德沃朗日
圣米歇尔德沃朗日（法語：Saint-Michel-de-Volangis，法語發音：[sɛ̃ miʃɛl də vɔlɑ̃ʒi]）是法国谢尔省的一个市镇，位于该省中部，省会布尔日市区东北大约10公里，属于布尔日区和布尔日城市圈公共社区。

## 地理
圣米歇尔德沃朗日（47°8'52"N, 2°29'19"E）面积17.42 平方千米，位于法国中央-卢瓦尔河谷大区谢尔省，该省份为法国中部省份，北起卢瓦雷省，西接卢瓦-谢尔省和安德尔省，南至克勒兹省，东南接阿列省，东临涅夫勒省。
与圣米歇尔德沃朗日接壤的市镇（或旧市镇、城区）包括：布尔日、菲西、皮尼、圣日耳曼迪皮、圣索朗日、苏朗日、维纽苏莱赛克斯。

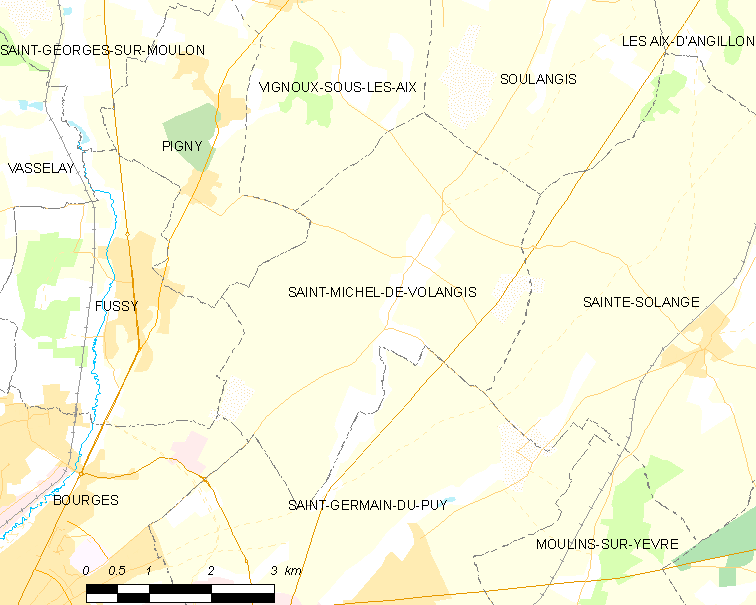
圣米歇尔德沃朗日的OSM定位图

圣米歇尔德沃朗日的时区为UTC+01:00、UTC+02:00（夏令时）。

## 行政
圣米歇尔德沃朗日的邮政编码为18390，INSEE市镇编码为18226。

## 政治
圣米歇尔德沃朗日所属的省级选区为圣日耳曼迪皮县。

## 人口

1962-2008年间圣米歇尔德沃朗日人口变化图示

圣米歇尔德沃朗日于2022年1月1日时的人口数量为466人。

## 交通
谢尔省省道D33线经过圣米歇尔德沃朗日镇中心。